# 威斯康星大学系统
威斯康星大学系统是美国威斯康星州的州立大学系统，有着超过170年的悠久历史。其旗艦學府威斯康星大学麦迪逊分校坐落于美国密歇根湖西岸的威斯康星州首府麦迪逊。

## 学校名称
威斯康星大学一般指坐落于威斯康星州首府麦迪逊市的威斯康星大学（University of Wisconsin-Madison）。与加利福尼亚大学、德克萨斯大学等美国著名公立大学一样，威斯康星大学是一个由多所州立大学构成的大学系统，也即“威斯康星大学系统”（University of Wisconsin System）。威斯康星大学系统由分布于威斯康星州各地的十所公立大学组成，而麦迪逊市的威斯康星大学则是威斯康星大学系统的发祥地，是威斯康星州第一所大学，同时也是威斯康星大学系统的旗舰，负有盛名。

## 学校历史
1848年，威斯康辛成为美利坚合众国第30个州，该州创立伊始就立法决定在州首府麦迪逊（Madison）成立威斯康辛大学。1971年威斯康辛州立法成立“威斯康星大学系统”（University of Wisconsin System），它吸收了威斯康星大学（UW-Madison），威斯康辛大学（密尔沃基）等13所大学、14所社区学院。

## 组织机构
威斯康星大学由分布在威斯康星州的2所博士学位研究型大学、11所学士和硕士学位大学、13所综合学院和遍佈全州的威斯康星伸延部组成。2018年13所综合学院和伸延部合并到所有其他4年制大学。
- 博士学位研究型大学：
  - 威斯康星大学麦迪逊分校
  - 威斯康星大学密尔沃基分校（Milwaukee）

- 学士、硕士学位大学：
  - 威斯康星大学奥克莱尔分校（Eau Claire）
  - 威斯康星大学绿湾分校（Green Bay）
  - 威斯康星大学拉克羅斯分校（LaCrosse）
  - 威斯康星大学奧什科什分校（Oshkosh）
  - 威斯康星大学帕克塞德分校（Kenosha : Parkside）
  - 威斯康星大學普拉特維爾分校（Plateville）
  - 威斯康星大学河瀑分校（River Falls）
  - 威斯康星大学史蒂芬斯角分校（Stevens Point）
  - 威斯康星大学斯托特分校（Memominee: Stout）
  - 威斯康星大學蘇必略分校（Superior）
  - 威斯康星大学白水分校（Whitewater）

- 综合学院：
  - 威斯康星大学芭拉布/撒欧克县分校（Baraboo/Sauk County）
  - 威斯康星大学巴龙县分校（Barron County）
  - 威斯康星大学方杜拉克分校（Fond du Lac）
  - 威斯康星大学狐谷分校（Fox Valley）
  - 威斯康星大学马尼托沃克分校（Manitowoc）
  - 威斯康星大学马拉忪县分校（Marathon County）
  - 威斯康星大学马莉那特分校（Marinette）
  - 威斯康星大学泽田/活地县分校（Marshfield/Wood County）
  - 威斯康星大学烈治兰分校（Richland）
  - 威斯康星大学洛矶县分校（Rock County）
  - 威斯康星大学树柏根分校（Sheboygan）
  - 威斯康星大学华盛顿县分校（Washington County）
  - 威斯康星大学华基沙分校（Waukesha）
  - 威斯康星大学在线分校（Online）

- 威斯康星扩展教育部（UW-Extension）